# Kaito Suzuki
Kaito Suzuki (鈴木 海音 Suzuki Kaito?), född 25 augusti 2002 i Shizuoka prefektur, är en japansk fotbollsspelare.
Suzuki började sin karriär 2020 i Júbilo Iwata.